# Bahnhof Hall in Tirol
Bahnhof Hall in Tirol vasútállomás Ausztriában, Hall in Tirol településen.

## Vasútvonalak
Az állomást az alábbi vasútvonalak érintik:
- Alsó-Inn-völgyi vasútvonal

## Kapcsolódó állomások
A vasútállomáshoz az alábbi állomások vannak a legközelebb:
- Hall in Tirol-Thaur railway station
- Volders-Baumkirchen railway station

## Forgalom

### S-Bahn
A Tiroli S-Bahn egyik fontos csomóponti állomása.
S-Bahn járatok:
| S-Bahn-Linien | S-Bahn-Linien                           | S-Bahn-Linien   | S-Bahn-Linien                                                                   |
| Járatszám     | Vasútvonal                              | Menetrendi mező | Útvonal                                                                         |
| ------------- | --------------------------------------- | --------------- | ------------------------------------------------------------------------------- |
| S-Bahn Tirol  | Brennerbahn, Alsó-Inn-völgyi vasútvonal | 300, 301        | Steinach in Tirol – Innsbruck Hbf – Hall in Tirol                               |
| S-Bahn Tirol  | Arlbergbahn, Alsó-Inn-völgyi vasútvonal | 300, 301, 400   | Telfs-Pfaffenhofen – Innsbruck Hbf – Hall in Tirol – Jenbach – Wörgl – Kufstein |
| S-Bahn Tirol  | Arlbergbahn, Alsó-Inn-völgyi vasútvonal | 300, 301, 400   | Ötztal – Innsbruck Hbf – Hall in Tirol – Jenbach                                |